# أسطرلاب برشلونة
الإسطرلاب البرشلوني (بالإنجليزية:barcelona أسطرلاب) وهو من أقدم الإسطرلابات التي تحمل العلامات الكارولنجية والتي نجت في الغرب المسيحي. أسس الباحث الفرنسي مارسيل ديستومبس الإسطرلاب وتركه إرثا لمعهد العالم العربي بباريس عام 1983.
طلبت أكاديمية العلوم في برشلونة استعارة الإسطرلاب من متحف العالم العربي لتقديم نسخة طبق الأصل وعرضها، اليوم هذه النسخة المماثلة تعرض في أكاديمية العلوم في رامبلاس.

## الوصف
هذا الإسطرلاب يعرض بعض الخصائص غير العادية؛ جميع الحروف حفرت عليه باللغة اللاتينية مما جعل العلماء يعتقدون انه صنع في أوروبا المسيحية.
يتكون هذا الإسطرلاب من مؤشرات العنكبوت التي تشير إلى ثمانية عشر نجم: عشرة نجوم شمالية وثماني نجوم جنوبية (أي تحت خط الاستواء)، أحد عشرة منها يتوافق مع تاريخ 980م، أسماء هذه النجوم ليست محفورة على النحاس ونقشت كلمتي rome وfrance بالأحرف اللاتينية (الأحرف المماثلة لتلك المستخدمة في نهاية القرن العاشر في المخطوطات الكاتالونية اللاتينية) في واحدة من طبلات الأذن ويفسر وجود كلمة فرنسا لأن الكاتالونية في تلك اللحظة كانت علامة دالة لفرنسا الكارولنجية، وهذه الحروف ترافقها الأرقام من 30-41 ؛ الأرقام تعبر بالدرجات والدقائق 41ْ '30 والتي تتوافق تماما مع خط عرض برشلونة.
كان تاريخ 980م محفور على الإسطرلاب وفي هذا التاريخ وجد العالم أرتداكون في سونيفريد لوبيت الذي ينسب إليه تأليف مخطوطة ريبول: ms.225 الذي يحتوي على وصف الإسطرلاب فأسماه العلماء أبو الإسطرلاب المعروف أيضا باسم لوبيتوس بارشينوننسيس.

## المعلومات
الاسم: إسطرلاب من برشلونة.
بلد المنشا: برشلونة، إمارة كاتالونيا.
التاريخ / الفترة: إلى سنة 980 .
المواد والتقنية: النحاس.
الأبعاد: 15,2 سم القطر.
المحافظة (المدينة): باريس.
الحفظ (المكان): قدمه مارسيل ديستومبس لمتحف معهد العالم العربي (باريس).
عدد المخزون: AY 86-31

## روابط خارجية
- https://en.m.wikipedia.org/w/index.php?title=Special:ZeroRatedMobileAccess&from=Barcelona_astrolabe&to=http://www.qantara-med.org/qantara4/public/show_document.php%3Fdo_id%3D1379%26lang%3Den